# Харијет Џоунс
Харијет Џоунс (енгл. Harriet Jones) измишљени је лик у британској научнофантастичној телевизијској серији Доктор Ху који је глумила Пенелопи Вилтон. Пошто је раније радила са главним сценаристом и извршним продуцентом Раселом Т. Дејвисом, Вилтонова је желела да се укључи у његово оживљавање Доктора Хуа 2005. године, а он је желео да јој да улогу. Џоунсова се први пут појавила у дводелној причи „Ванземаљци из Лондона” / „Трећи светски рат” као посланица британског парламента која помаже Деветом Доктору против ванземаљске инвазије на Лондон. Епизода успоставља комични гег повезан са њеним ликом; она би се често представила тако што би подигла своју личну карту и навела своје име и чин. У наредним епизодама то је обично наилазило на одговор „Да, ја/ми знамо ко сте”, чак и код Далека и Сикоракса.
Вилтонова се вратила за божићни специјал серије 2005. јер је Дејвис желео да укључи познатог лика чије би присуство олакшало прелаз након промене главног глумца у серији. Упркос томе што је њен лик представљен као поштен и вредан, Харијет је приказана као бескомпромисна премијерка Уједињеног Краљевства, што је довело до поређења са политичарима из стварног живота. Одговор на политичке одлуке лика изазвао је помешане коментаре штампе; неки рецензенти су сматрали да је лик поступио неразумно, док су други саосећали са њеним поступцима и сматрали да је њена политичка смрт била неправедна.
Вилтонино последње појављивање 2008. поклопило се са последњим епизодама продуцента Фила Колинсона; она је желела да се последњи пут врати пошто је била ту током првих Колинсонових епизода на месту продуцента. Харијет је убијена у претпоследњој епизоди четвртог серијала у којој жртвује сопствени живот како би спречила Далеке да преузме Земљу. Харијетине последње сцене су направљене да употпуне троделни лук приче и да дају искупљење њеном лику.

## Појављивања

### 1. серијал
Харијет Џонс је представљена у епизоди „Ванземаљци из Лондона” из 2005. као народна посланица измишљене изборне јединице Северни Флајдејл. Њена политичка странка се не наводи, иако она себе описује као „тешко да је једна од Блерових посланица” и „само верну бекбенчерку”. Она је ухваћена у догађаје које истражују Девети Доктор (Кристофер Еклстон) и његова сапутница Роуз Тајлер (Били Пајпер) у Лондону када се ванземаљска летелица срушила и у Кабинет Уједињеног Краљевства се инфилтрирали ванземаљци познати као Слитинци. Она се нашла заробљена са Доктором и Роуз у Даунинг стриту 10 и као једини присутни изабрани представник дала је Доктору наређење да лансира пројектил „Харпун”, уништавајући зграду, али убијајући Слитинце који су се спремали да покрену нуклеарни рат. Доктор каже Роуз да је Харијет предодређена да буде изабрана за премијерку у три узастопна мандата и да буде архитекта периода познатог као британско „златно доба”.
Харијет се вратила у божићном специјалу из 2005, „Божићна инвазија”, који се дешава неколико месеци касније, где је њен лик сада на месту премијерке. Харијет надгледа лансирање свемирске сонде „Гиневра” коју је ухватио свемирски брод Сикоракса. Иако је инвазију спречио Доктор (кога сада игра Дејвид Тенант), Харијет наређује тајној организацији Торчвуд да уништи брод Сикоракса у повлачењу, тврдећи да ће доћи време када Доктор неће моћи да заштити Земљу и зато она мора да уради шта може да је одбрани. Доктор бесно реагује на оно што доживљава као хладнокрвно убиство и каже јој да може да је обори са само шест речи које шапће њеном помоћнику: „Зар не мислиш да изгледа уморно?”, сејући семе сумње у уму помоћника и јавности. У расплету епизоде, Харијет се суочава са гласинама о лошем здрављу и предстојећим гласањем о неповерењу. У епизоди из 2007. године, „Звук бубњева”, наводи се да се Господар, који је водио премијерску кампању под псеудонимом Харолд Саксон, појавио одмах након Харијетиног пада.

### 4. серијал
Харијет се последњи пут појављује у епизоди „Украдена Земља” из 2008. где се открива да је наставила да ради у одбрани Земље, тврдећи да је била у праву што се није одрекла одговорности за заштиту Земље Доктору. Док се Земља предаје војсци инвазије далечких ратних бродова, Харијет користи разумну „подталасну” мрежу да се повеже са другим Докторовим савезницима. Мрежа је створена за време када — као што је Харијет предвидела — Доктор неће успети да заштити Земљу у време кризе. Уз помоћ Џека Харкнеса (Џон Бароуман) и Саре Џејн Смит (Елизабет Слејден), Харијет појачава подталасни сигнал који се емитује из сопственог дома, дозвољавајући Доктору да се врати на Земљу на рачун свог боравишта које постаје видљиво Далецима. Док су јој се три Далека приближавала, она је пркосно изјавила да ће пропасти јер не знају ништа о човечанству. Далеци је затим убијају. Роуз обавештава Доктора о Харијетиној жртви у следећој епизоди „Крај путовања”.
Књига поезије из 2017. Сада нас је шест стотина коју је написао Џејмс Гос, а илустровао Дејвис, укључује песму која открива да је Харијет побегла од напада Далека.

## Избор глумице и развој лика
Улогу Харијет Џонс је специјално за Пенелопи Вилтон написао главни сценариста и извршни продуцент Расел Т. Дејвис. Вилтонову је та улога привукла пошто је радила са Дејвисом у његовој серији Боб и Роуз и била је задивљена његовим писањем. Коментаришући Џонусину улогу у дводелној причи „Ванземаљци из Лондона”/„Трећи светски рат”, Вилтонова ју је окарактерисала као „равну као коцка” и „брижну политичарку какву би свако желео да има”. Када се суочила са смртоносним Слитинцима, Вилтонова напомиње да она показује „огромну отпорност и храброст”. На крају епизоде Доктор се сећа да ће Харијет једног дана постати премијерка. Говорећи у априлу 2005. Вилтонова је изразила занимање за повратак у серију како би даље истражила свој лик.
Након што је Кристофер Еклстон напустио главну улогу у серији, Дејвис је био нестрпљив да укључи елементе сезоне из 2005. у уводну епизоду Дејвида Тенанта за Божић како би разуверио гледаоце који би били збуњени променом главног глумца. У том циљу, он и продуцент Фил Колинсон су обезбедили повратак Вилтониног лика у улози нове премијерке. У расплету „Божићне инвазије” њену владу је срушио нови Доктор пошто је она наредила Торчвуду да обори ванземаљски брод у бекству. Дејвис примећује да је као премијерка Џоунсова „изван своје дубине” и да „чини погрешну ствар”. Намеравао је да њен пад одрази антиратну поруку епизоде. Продуценткиња Џули Гарднер је осетила да је завршна секвенца „додала толико додатног слоја” епизоди. Колинсон је на DVD коментарима за епизоду поменуо да се „толико трудио” да натера Дејвиса да промени крај; сматрао је да ће јој Доктор опростити јер ће „разумети” њену одлуку. Колинсон је такође сматрао да се Харијетин пад може посматрати као „референца на Маргарет Тачер”, јер је један од Тачериних помоћника наводно изјавио да изгледа уморно; Дејвис је признао поређење са догађајима у Вајтхолу и сматрао да је сценарио нагласио моћ гласина. Такође му се „[свидела] чињеница да се осећао тужно” због политичке смрти њеног лика. У својој рубрици у Часопису Доктор Ху Дејвис објашњава своју намеру да је, када је Доктор прерано окончао Џоунсину каријеру у историји, створена „празнина” коју је Господар (Џон Сим) тада могао да искористи и постане премијер Уједињеног Краљевства. Првобитно је планирао да алудира на ово у сценарију, али је то одбацио када је схватио да је Доктор већ оптерећен са довољно кривице.
Дејвис је додао Харијет Џоунс у сценарио за епизоду четвртог серијала „Украдена Земља” пре него што су се Вилтоновој обратили да понови улогу, јер су Џули Гарднер и Фил Колинсон желели да лик има задовољавајући и искупитељски закључак. Лук приче Харијет Џоунс је тако формирао троделну причу која се састојала од увода, анимозитета према Доктору и искупљења. Дејвис је био свестан да је Вилтонову „веома тешко резервисати” и ограничио је њено појављивање на једну сцену како би олакшао преговоре; да је Вилтонова одбила, Дејвис је планирао да је замени или Доном Нобл (Кетрин Тејт) из „Одбегле невесте”, господином Копером (Клајв Свифт) из „Путовања проклетих” или Елтоном из „Љубави и чудовишта”. Вилтонова је безусловно прихватила јер би „учинила све за ... Дејвиса” и желела је да глуми у последњем блоку снимања Фила Колинсона на месту продуцента јер је њено прво појављивање у „Ванземаљцима из Лондона” снимљено у првом продукционом блоку првог серијала. Вилтонине сцене у њеној последњој епизоди снимљене су у једном дану у викендици у Динас Повису. Присећајући се своје последње епизоде, Вилтонова је искуство снимања описала као „невероватну забаву”, напоменувши да „морам да се жртвујем да бих спасила свет”. Колинсон и Дејвис жалили су због смрти њеног лика: Колинсон је изјавио: „Не могу да поднесем помисао да је мртва” и тврдио да је некако преживела, док је Дејвис изјавио у 397. броју Часописа Доктор Ху да „када [значајни ликови који сценариста осмисли] мора да умре, то је истински емоционално време”.

## Пријем
Рецензент часописа Radio Times, Патрик Малкерн, упоредио је Харијет Џоунс са Бригит Ниборг (Сидсе Бабет Кнудсен) из данске серије Борген, објашњавајући да њих две „формирају веома мали клуб политичарки у ТВ драмама које су веома симпатичне, женске и уживају у брзом успону до премијерске позиције”. Малкерн је сматрао да је Вилтонова била „главна спасоносна карика” у „разочаравајућем” епизодама „Ванземаљци из Лондона” и „Трећи светски рат”. Хју Дејвис из The Daily Telegraph-а прокоментарисао је бројне политичке алузије које су настале кроз Џоунсину карактеризацију у улози премијерке у „Божићној инвазији”. Он је сматрао да је њено одбијање помоћи америчког председника након ванземаљске инвазије „коментар на Блера и Буша током инвазије на Ирак”. Такође је упоредио Џоунсино уништавање Сикоракса у бекству – одлуку коју је Доктор жестоко критиковао – са одлуком Маргарет Тачер да потопи аргентински ратни брод Генерал Белграно током Фокландског рата. Расел Т. Дејвис је одговорио на запажања политичких коментара наводећи да је у епизоди присутна „апсолутно антиратна порука” јер је Божић „дан мира”. У свом неовлашћеном Водичу кроз Доктора Хуа, Грејам Берк и Роберт Смит су изјавили да је Вилтонова пружила „изванредан перформанс” у божићном специјалу, наводећи да је, иако је лик остао препознатљив, „фасцинантно гледати како се оштрија страна појављује из жене коју знамо и волимо”. Што се тиче развоја Харијет Џоунс, Стјуарт Галбрајнт са веб-сајта DVD Talk је сматрао да она почиње као „шармантна неофитска министарка”, али постаје „одједном много мање шармантна на крају 'Божићне инвазије' када је постала само још једна политичарка”. Међутим, Клиф Чепмен са Den of Geek-а сматрао је да је расплет епизоде био покварен покушајем да се „представи да је Харијет Џоунс ужасна јер ради нешто савршено разумно”. Слично томе, Крис Каминс са блога io9 прокоментарисао је да је њен лик имао „племените намере” и да се показало да је у праву по повратку у четвртом серијалу.
Чарли Џејн Андерс са io9 поставила је „блиставу племенитост” Џоунсине жртве у „Украденој Земљи” као најистакнутији чин „супер-херојике” који су приказали ликови који су се вратили у епизоди. Иако уморна од сталне шале у којој би се Џоунсова представила само да би јој рекли „знам ко си ти”, Андерсова примећује да је уочи своје смрти „успела да своју уобичајену фору претвори у дирљив говор пркоса”. Крис Хејстингс из The Daily Telegraph-а сматрао је да је у тренутку када је убијена, Харијет била „један од најпопуларнијих ликова у серији”. SFX је у чланку из 2009. поставио лик Харијет Џоунс на 12. место листе „27 ствари које су им највише волели у вези са оживљавањем Доктора Хуа”, наводећи честу шалу повезану са њеним ликом. У марту 2015. Ден Вилсон из часописа Metro навео је Харијет као једног од десет најбољих оригиналних ликова представљених Доктору Хуу од 2005. године, описујући је као „сложену жену” која се „на крају испоставила као добра”.